# Bremia lactucae
Bremia lactucae Regel – gatunek grzybopodobnych lęgniowców z rodziny wroślikowatych. Grzyb mikroskopijny, pasożyt obligatoryjne niektórych roślin z rodziny astrowatych (Brassicaceae). Wywołuje u sałaty chorobę zwaną mączniakiem rzekomym sałaty.

## Systematyka i nazewnictwo
Pozycja w klasyfikacji według Index Fungorum: Bremia, Peronosporaceae, Peronosporales, Peronosporidae, Peronosporea, Incertae sedis, Oomycota, Chromista.
Ma około 30 synonimów. Są nimi m.in. dawniej wyróżnione formy i odmiany:

## Morfologia i rozwój
Endobiont, rozwijający się wewnątrz tkanek roślin.  Tworzy pomiędzy ich komórkami hialinowe, bezprzegrodowe strzępki, z których wyrastają duże, kuliste lub maczugowate ssawki wnikające do komórek, oraz dichotomicznie rozgałęzione, również bezbarwne sporangiofory. Rozgałęziają się one zazwyczaj w połowie swojej długości, a wierzchołki ich rozgałęzień są pęcherzykowate, płaskie, zakończone przeważnie 5 krótkimi, prostymi wyrostkami. Na wyrostkach tych powstają bezbarwne zarodniki sporangialne z brodawką na szczycie. Mają wymiary 15–25 × 12–21 μm. Na dolnej stronie liści porażonych roślin tworzą biały nalot. Lęgnie o cienkiej, brunatnej ścianie. W porażonych częściach roślin czasami tworzą się w przybliżeniu kuliste oospory o średnicy 26–34 μm i żółtobrunatnym, cienkim, gładkim lub słabo brodawkowanym episporium.
Źródłem infekcji pierwotnej są oospory zimujące  na obumarłych, porażonych resztkach roślin w glebie, a czasami także w nasionach. W sprzyjających warunkach kiełkują tworząc strzępkę infekcyjną. Na porażonych roślinach w sezonie wegetacyjnym powstają zarodniki sporangialne, które dokonują infekcji wtórnych rozprzestrzeniając chorobę. Roznoszone są przez wiatr. Kiełkują w strzępkę grzybni. Zazwyczaj jest ona heterotaliczna, sporadycznie homotaliczna.

## Występowanie
Gatunek szeroko rozprzestrzeniony. Występuje w Ameryce Północnej i Środkowej, Europie, Azji, Afryce, Australii i niektórych wyspach.
Pasożytuje na niektórych roślinach z rodziny astrowatych. Stwierdzono występowanie na gatunkach należących do rodzajów: Glebionis, Gaillardia, Helichrysum, Doronicum, Pericallis, Senecio, Arctium, Carduus, Centaurea, Cirsium, Cynara, Crepis, Hieracium, Hypochaeris, Lactuca, Mycelis, Pieris, Sonchus, Taraxacum, Tragopogon.